# تپه دوتلون
تپه دوتلون مربوط به هزاره دوم قبل از میلاد است و در شهرستان شوشتر، شرق رودخانه رود باریک واقع شده و این اثر در تاریخ ۲۲ آذر ۱۳۵۵ با شمارهٔ ثبت ۱۲۹۳ به‌عنوان یکی از آثار ملی ایران به ثبت رسیده است.